# Јосемити
Јосемити је национални парк у Сједињеним Америчким Државама основан 1890. године, површине 308.074 хектара. Налази се у Калифорнији у планинама Сијера Неваде (САД), окружен на југоистоку националном шумом Сиера, а на северозападу националном шумом Станислаус. Парком управља Национална служба за паркове и простире се на површини од 748.436 хектара (1.169 квадратних миља; 3.029 km2), а налази се у четири округа: са средиштем у Туолуми и Марипоси, протежући се на северу и истоку до Моноа и јужно до округа Мадера. Овај парк је проглашен местом светске баштине 1984. године. Јосемити су међународно признати по својим гранитним литицама, водопадима, бистрим потоцима, гајевима гигантских секвоја, језерима, планинама, ливадама, глечерима и биолошкој разноликости. Скоро 95% парка је заштићена дивљина. Јосемити су познати по предивним пределима и по шумама секвоје. То је један од најпознатијих и најпосећенијих паркова у Сједињеним Америчким Државама.
Јосемити су били кључни за развој идеје о националном парку. Гален Кларк и други су лобирали да се заштити Јосемитска долина од развоја, што је ултиматно довело до тога да је председник Абрахам Линцолн потписао Јосемитско одобрење 1864. године. Џон Мјуар је предводио успешну иницијативу да Конгрес до 1890. године оснује већи национални парк, који је обухватао долину и околне планине и шуме, утирући пут систему националног парка. Јосемити сада привлаче око четири милиона посетилаца сваке године, а већина посетилаца већину свог времена проводи у седам квадратних миља (18 km2) Јосемитске долине. Парк је 2016. године поставио рекорд посећености, премашивши први пут у својој историји пет милиона посетилаца.

## Јосемитска долина
Најспектакуларнија и најатрактивнија за туристе је Јосемитска долина која се налази у југозападном делу парка. Долина је дугачка 11 km. и оивичена је са стрмим гранитним гребенима који се уздижу и до 1.200 m. изнад дна долине. Међу најупечатљивијим литицама су Ел Капитан (енгл. El Capitan), велика гранитна стена 1.100 m. висока (налази се на западној страни долине) која је веома популарна међу алпинистима и Half Dome карактеристична стена која је ерозијом преполовљена на два дела и висока је 1,440 m. у чијем се подножју налази величанствено језеро. Потоци који се сливају са литица у долину формирају неке од светских највећих и најлепших водопада. Јосемитски водопад је један од њих, висок је 739 m. и то је највећи водопад у Северној Америци.
- Јосемитска долина
- Ел Капитан
- Јосемитски водопад

## Шуме секвоје
Јосемитски национални парк је познат по шумама џиновске секвоје. Марипоса шума (енгл. Mariposa grove) налази се јужно од Јосемитске долине, близу јужне границе парка и то је највећа и најпознатија шума. Садржи око 500 дрвећа секвоје, укључујући и најстарије стабло чија старост се процењује на више од 2.700 година. Са висином од 64 m. то је и једна од највећих секвоја у свету.

## Флора и фауна
У Јосемитском националном парку налази се мноштво биљних и животињских врста. Поред већ поменутих џиновских секвоја ту расту и шећерни бор, алпска кукута, јела, јавор, храст и пацифички дрен. Такође, у парку расте и око 1.400 врста цветних биљака. Животињски свет обухвата 80 врста сисара (од којих су најраширенији медведи и јелени) и отприлике 240 врста птица.

## Географија

### Клима
| Клима Седишта Јосемитског парка, Калифорнија, 1991-2020 нормале, екстреми 1905-данашњост | Клима Седишта Јосемитског парка, Калифорнија, 1991-2020 нормале, екстреми 1905-данашњост | Клима Седишта Јосемитског парка, Калифорнија, 1991-2020 нормале, екстреми 1905-данашњост | Клима Седишта Јосемитског парка, Калифорнија, 1991-2020 нормале, екстреми 1905-данашњост | Клима Седишта Јосемитског парка, Калифорнија, 1991-2020 нормале, екстреми 1905-данашњост | Клима Седишта Јосемитског парка, Калифорнија, 1991-2020 нормале, екстреми 1905-данашњост | Клима Седишта Јосемитског парка, Калифорнија, 1991-2020 нормале, екстреми 1905-данашњост | Клима Седишта Јосемитског парка, Калифорнија, 1991-2020 нормале, екстреми 1905-данашњост | Клима Седишта Јосемитског парка, Калифорнија, 1991-2020 нормале, екстреми 1905-данашњост | Клима Седишта Јосемитског парка, Калифорнија, 1991-2020 нормале, екстреми 1905-данашњост | Клима Седишта Јосемитског парка, Калифорнија, 1991-2020 нормале, екстреми 1905-данашњост | Клима Седишта Јосемитског парка, Калифорнија, 1991-2020 нормале, екстреми 1905-данашњост | Клима Седишта Јосемитског парка, Калифорнија, 1991-2020 нормале, екстреми 1905-данашњост | Клима Седишта Јосемитског парка, Калифорнија, 1991-2020 нормале, екстреми 1905-данашњост |
| Показатељ \ Месец                                                                        | .Јан.                                                                                    | .Феб.                                                                                    | .Мар.                                                                                    | .Апр.                                                                                    | .Мај.                                                                                    | .Јун.                                                                                    | .Јул.                                                                                    | .Авг.                                                                                    | .Сеп.                                                                                    | .Окт.                                                                                    | .Нов.                                                                                    | .Дец.                                                                                    | .Год.                                                                                    |
| ---------------------------------------------------------------------------------------- | ---------------------------------------------------------------------------------------- | ---------------------------------------------------------------------------------------- | ---------------------------------------------------------------------------------------- | ---------------------------------------------------------------------------------------- | ---------------------------------------------------------------------------------------- | ---------------------------------------------------------------------------------------- | ---------------------------------------------------------------------------------------- | ---------------------------------------------------------------------------------------- | ---------------------------------------------------------------------------------------- | ---------------------------------------------------------------------------------------- | ---------------------------------------------------------------------------------------- | ---------------------------------------------------------------------------------------- | ---------------------------------------------------------------------------------------- |
| Апсолутни максимум, °C (°F)                                                              | 22 (72)                                                                                  | 28 (82)                                                                                  | 32 (90)                                                                                  | 36 (96)                                                                                  | 37 (99)                                                                                  | 39 (103)                                                                                 | 44 (112)                                                                                 | 43 (110)                                                                                 | 42 (108)                                                                                 | 37 (98)                                                                                  | 30 (86)                                                                                  | 23 (73)                                                                                  | 44 (112)                                                                                 |
| Максимум, °C (°F)                                                                        | 8,6 (47,5)                                                                               | 10,7 (51,2)                                                                              | 13,7 (56,7)                                                                              | 17,3 (63,1)                                                                              | 21,4 (70,5)                                                                              | 26,9 (80,5)                                                                              | 31,8 (89,2)                                                                              | 31,7 (89,0)                                                                              | 28,3 (83,0)                                                                              | 21,6 (70,9)                                                                              | 13,3 (56,0)                                                                              | 7,7 (45,9)                                                                               | 19,4 (67,0)                                                                              |
| Просек, °C (°F)                                                                          | 3,3 (38,0)                                                                               | 4,8 (40,7)                                                                               | 7,3 (45,1)                                                                               | 10,2 (50,4)                                                                              | 14,2 (57,5)                                                                              | 18,8 (65,8)                                                                              | 22,9 (73,3)                                                                              | 22,7 (72,9)                                                                              | 19,6 (67,2)                                                                              | 13,4 (56,1)                                                                              | 6,8 (44,3)                                                                               | 2,7 (36,8)                                                                               | 12,2 (54,0)                                                                              |
| Минимум, °C (°F)                                                                         | −1,9 (28,5)                                                                              | −1 (30,2)                                                                                | 0,8 (33,5)                                                                               | 3,1 (37,6)                                                                               | 6,9 (44,5)                                                                               | 10,6 (51,0)                                                                              | 14,1 (57,4)                                                                              | 13,8 (56,8)                                                                              | 10,8 (51,4)                                                                              | 5,2 (41,3)                                                                               | 0,3 (32,5)                                                                               | −2,3 (27,8)                                                                              | 5 (41,0)                                                                                 |
| Апсолутни минимум, °C (°F)                                                               | −22 (−7)                                                                                 | −17 (1)                                                                                  | −13 (9)                                                                                  | −11 (12)                                                                                 | −9 (15)                                                                                  | −6 (22)                                                                                  | 0 (32)                                                                                   | 0 (32)                                                                                   | −4 (24)                                                                                  | −7 (19)                                                                                  | −12 (10)                                                                                 | −18 (−1)                                                                                 | −22 (−7)                                                                                 |
| Количина падавинаmm (in)                                                                 | 177,3 (6,98)                                                                             | 164,8 (6,49)                                                                             | 138,9 (5,47)                                                                             | 80,5 (3,17)                                                                              | 48,8 (1,92)                                                                              | 11,7 (0,46)                                                                              | 7,4 (0,29)                                                                               | 4,1 (0,16)                                                                               | 10,2 (0,40)                                                                              | 39,6 (1,56)                                                                              | 102,9 (4,05)                                                                             | 142,2 (5,60)                                                                             | 928,4 (36,55)                                                                            |
| Количина снега, cm (in)                                                                  | 45 (17,7)                                                                                | 10,7 (4,2)                                                                               | 14,5 (5,7)                                                                               | 2,3 (0,9)                                                                                | 0 (0,0)                                                                                  | 0 (0,0)                                                                                  | 0 (0,0)                                                                                  | 0 (0,0)                                                                                  | 0 (0,0)                                                                                  | 0 (0,0)                                                                                  | 9,7 (3,8)                                                                                | 18 (7,1)                                                                                 | 100,2 (39,4)                                                                             |
| Дани са падавинама (≥ 0.01 in)                                                           | 8,9                                                                                      | 9,0                                                                                      | 11,0                                                                                     | 7,2                                                                                      | 6,4                                                                                      | 2,2                                                                                      | 1,1                                                                                      | 0,9                                                                                      | 2,0                                                                                      | 3,5                                                                                      | 5,9                                                                                      | 8,5                                                                                      | 66,6                                                                                     |
| Дани са снегом (≥ 0.1 in)                                                                | 1,9                                                                                      | 1,2                                                                                      | 1,6                                                                                      | 0,6                                                                                      | 0,0                                                                                      | 0,0                                                                                      | 0,0                                                                                      | 0,0                                                                                      | 0,0                                                                                      | 0,0                                                                                      | 0,6                                                                                      | 2,1                                                                                      | 7,8                                                                                      |
| Извор: NOAA                                                                              |                                                                                          |                                                                                          |                                                                                          |                                                                                          |                                                                                          |                                                                                          |                                                                                          |                                                                                          |                                                                                          |                                                                                          |                                                                                          |                                                                                          |                                                                                          |

| Климатски подаци за Јосемитски национални парк | Климатски подаци за Јосемитски национални парк | Климатски подаци за Јосемитски национални парк | Климатски подаци за Јосемитски национални парк | Климатски подаци за Јосемитски национални парк | Климатски подаци за Јосемитски национални парк | Климатски подаци за Јосемитски национални парк | Климатски подаци за Јосемитски национални парк | Климатски подаци за Јосемитски национални парк | Климатски подаци за Јосемитски национални парк | Климатски подаци за Јосемитски национални парк | Климатски подаци за Јосемитски национални парк | Климатски подаци за Јосемитски национални парк | Климатски подаци за Јосемитски национални парк |
| Месец                                          | Јан                                            | Феб                                            | Мар                                            | Апр                                            | Мај                                            | Јун                                            | Јул                                            | Авг                                            | Сеп                                            | Окт                                            | Нов                                            | Дец                                            | Година                                         |
| ---------------------------------------------- | ---------------------------------------------- | ---------------------------------------------- | ---------------------------------------------- | ---------------------------------------------- | ---------------------------------------------- | ---------------------------------------------- | ---------------------------------------------- | ---------------------------------------------- | ---------------------------------------------- | ---------------------------------------------- | ---------------------------------------------- | ---------------------------------------------- | ---------------------------------------------- |
| Просечан број дневних сати                     | 10,0                                           | 11,0                                           | 12,0                                           | 13,0                                           | 14,0                                           | 15,0                                           | 14,0                                           | 14,0                                           | 12,0                                           | 11,0                                           | 10,0                                           | 10,0                                           | 12,2                                           |
| Просечни ултравиолентни индекс                 | 2                                              | 4                                              | 6                                              | 7                                              | 9                                              | 10                                             | 11                                             | 10                                             | 8                                              | 5                                              | 3                                              | 2                                              | 6.4                                            |
| Извор: Метереолошки атлас                      |                                                |                                                |                                                |                                                |                                                |                                                |                                                |                                                |                                                |                                                |                                                |                                                |                                                |